# الواقع على الأرض
الحقائق على الأرض أو الواقع علي الأرض هو مُصطلح دبلوماسي وجيوسياسي يعني الوضع في الواقع بدلاً من الواقع المجرد. 
إنتشر المصطلح في السبعينيات في مناقشات الصراع الإسرائيلي الفلسطيني للإشارة إلى المستوطنات الإسرائيلية المُقامة في الضفة الغربية المحتلة، والتي تهدف إلى إقامة موطئ قدم إسرائيلية دائمة في الأراضي الفلسطينية. أو عمليات التطهير العرقي عام 1947 والسيطرة علي أكبر مساحة من الأراضي الفلسطينية بعد قرار الأمم المتحدة بتقسيم فلسطين من أجل فرض سياسة الأمر الواقع علي المُجتمع الدولي.

كتب رشيد الخالدي في عام 2010:
أحد أسباب إستمرار إسرائيل في بناء المستوطنات هو أنه وفقًا لما يسمى بمعايير كلينتون الموضوعة في عام 2000، فإن إتفاقًا إسرائيليًا فلسطينيًا نهائيًا يمنح السيادة على المناطق التي يحتلها اليهود لإسرائيل، والمناطق المأهولة بالفلسطينيين للدولة الفلسطينية الجديدة. في الواقع، أدت أكثر من عقد من المفاوضات الفاشلة إلى تسريع إستيلاء إسرائيل على الأراضي في المدينة المقدسة. أمضى المخططون الإسرائيليون هذا الوقت في دفع المستوطنين إلى مناطق ذات كثافة سكانية عربية في المدينة، مثل الشيخ جراح وسلوان وأبو ديس، من أجل خلق «حقائق على الأرض» جديدة - وهو تكتيك إستخدمته الحركة الصهيونية لأكثر من قرن من أجل السيطرة على المزيد والمزيد من فلسطين.